# Flèche wallonne 1981
La Flèche wallonne 1981, 45e édition de la course, a lieu le 17 avril 1981 sur un parcours de 240 km. La victoire revient au Belge Daniel Willems, qui a terminé la course en 5 h 49 min 00 s, devant le Néerlandais Adrie van der Poel et le Belge Guido Van Calster.
Sur la ligne d’arrivée à Mons, 120 des 185 coureurs au départ à Spa ont terminé la course.

## Classement final
| #  | Coureur            | Équipe                  |    | Temps           |
| -- | ------------------ | ----------------------- | -- | --------------- |
| 1  | Daniel Willems     | Capri Sonne-Koga Miyata | en | 5 h 49 min 00 s |
| 2  | Adrie van der Poel | DAF Trucks-Cote d'Or    | +  | 0 s             |
| 3  | Guido Van Calster  | Splendor-Wickes         |    | 0 s             |
| 4  | Sean Kelly         | Splendor-Wickes         |    | 0 s             |
| 5  | Stefan Mutter      | Cilo-Aufina             |    | 0 s             |
| 6  | Willy Teirlinck    | Boston-Mavic            |    | 0 s             |
| 7  | Rudy Pevenage      | Capri Sonne-Koga Miyata |    | 0 s             |
| 8  | Eddy Schepers      | DAF Trucks-Cote d'Or    |    | 0 s             |
| 9  | Jos Jacobs         | Capri Sonne-Koga Miyata |    | 0 s             |
| 10 | Claude Criquielion | Splendor-Wickes         |    | 0 s             |